# Heinz Henseler (Psychoanalytiker)
Heinz Henseler (* 7. Mai 1933 in Aschendorf/Ems; † 9. September 2011 in München) war ein deutscher Psychoanalytiker. Von 1982 bis 1998 war er als Nachfolger von Wolfgang Loch zweiter Inhaber des Lehrstuhls für Psychoanalyse, Psychotherapie und Psychosomatik an der Universität Tübingen.

## Leben
Henseler studierte bis 1958 Medizin an den Universitäten Münster und München. 1959 wurde er mit der Schrift Die „analytische Medizin“ des Psychiaters Heinrich Wilhelm Neumann promoviert. Von 1961 bis 1967 war Heinz Henseler Assistent an der Psychiatrisch-Neurologischen Klinik der Freien Universität Berlin. Dort erwarb er den Facharzt für Psychiatrie und Neurologie sowie den Facharzt für Kinder- und Jugendpsychiatrie. Von 1962 bis 1966 absolvierte er eine Ausbildung zum Psychoanalytiker am Berliner Psychoanalytischen Institut. Ab 1967 war er zunächst Assistent, dann Oberarzt an der Abteilung für Psychotherapie der Universität Ulm. Von 1971 bis 1982 leitete er in Ulm die Sektion für Psychoanalytische Methodik. 1974 habilitierte er sich mit der Arbeit Die Suizidhandlung als narzisstische Krise. In den Jahren von 1978 bis 1982 war Henseler Vorsitzender der Deutschen Psychoanalytischen Vereinigung (DPV). Von 1982 bis zur Emeritierung 1998 hatte er den  Lehrstuhl für Psychoanalyse, Psychotherapie und Psychosomatik an der Universität Tübingen inne und war Ärztlicher Direktor der gleichnamigen Abteilung.

## Werke (Auswahl)
- Heinz Henseler: Narzisstische Krisen. Zur Psychodynamik des Selbstmords. 4. Auflage. Westdeutscher Verlag, Wiesbaden 2000, ISBN 3-531-23058-1 (1. Auflage 1974, Rowohlt, ISBN 3-499-21058-4, Veröffentlichung der Habilitationsschrift Die Suizidhandlung als narzisstische Krise.)
- Heinz Henseler, Christian Reimer: Selbstmordgefährdung. Zur Psychodynamik und Psychotherapie. Frommann-Holzboog, Stuttgart 1981, ISBN 3-7728-0815-8.
- Heinz Henseler, Peter Wegner: Psychoanalysen, die ihre Zeit brauchen: zwölf klinische Darstellungen. 3. Auflage. Westdeutscher Verlag, Wiesbaden 2000, ISBN 3-531-32433-0. (1. Auflage 1993, ISBN 3-531-12433-1.)
- Heinz Henseler: Religion – Illusion? Eine psychoanalytische Deutung. Steidl, Göttingen 1995, ISBN 3-88243-347-7.
- Heinz Henseler: „… da hat mich die Psychoanalyse verschluckt“. In memoriam Wolfgang Loch. Attempto, Tübingen 1996, ISBN 3-89308-244-1.